# Рустамов, Халил Гамбар оглы
Халил Гамбар оглы Рустамов (азерб. Xəlil Qənbər oğlu Rüstəmov; 25 марта 1922, Гянджинский уезд — ?) — советский азербайджанский хлопковод, Герой Социалистического Труда (1966).

## Биография
Родился 25 марта 1922 года в селе Кылычбек Гянджинского уезда Азербайджанской ССР (ныне село Гылынджбейли Шамкирского района).
С 1943 года — колхозник, бригадир, с 1978 — председатель профсоюзной организации колхоза имени Ленина Шамхорского района. Отличился при выполнении заданий семилетнего плана по сбору хлопка.
Указом Президиума Верховного Совета СССР от 30 апреля 1966 года за успехи, достигнутые в увеличении производства и заготовок хлопка-сырца Рустамов Халил Гамбар оглы присвоено звание Героя Социалистического Труда с вручением ордена Ленина и золотой медали «Серп и Молот».
Активно участвовал в общественной жизни Азербайджана. Член КПСС с 1960 года. Депутат Верховного Совета Азербайджанской ССР 7-го созыва.